# سيزار أوغوستو راميريز
سيزار أوغوستو راميريز (بالإسبانية: César Ramírez)‏ (مواليد 24 مارس 1977) هو لاعب كرة قدم. يلعب مع منتخب باراغواي لكرة القدم. سبق له أن لعب في كأس العالم لكرة القدم مع منتخب بلاده.

## روابط خارجية
- سيزار أوغوستو راميريز على موقع الاتحاد الدولي (مؤرشف)  (الإنجليزية)
- سيزار أوغوستو راميريز على موقع قاعدة بيانات كرة القدم.إي يو (الإنجليزية)
- سيزار أوغوستو راميريز على موقع ناشيونال فوتبول تيمز (الإنجليزية)